# Постумии
Постумиите (на латински: gens Postumia, Postumii) са патрицианска фамилия от gens Postumia.
Постумий (Postumius) е мъжкото им име (nomen gentile). Техните когномен са: Алб или Албин и имената Мегел и Туберт; Региленсис Пиргенсис; Темпсан и Тимпан.

## Известни
- Квинт Постумий Туберт, патриций
  - Публий Постумий Туберт, първият от фамилията, който става консул 505 и 503 пр.н.е.
- Публий Постумий
  - Авъл Постумий Алб Региленсис, консул 496 пр.н.е., диктатор, печели Битка при Регилското езеро
    - Спурий Постумий Алб Региленсис (консул 466 пр.н.е.)
      - Спурий Постумий Алб Региленсис (консул 432 пр.н.е.), консулски военен трибун 432 пр.н.е.
        - Спурий Постумий Албин Региленсис, консулски военен трибун през 394 пр.н.е.

    - Авъл Постумий Алб Региленсис (консул 464 пр.н.е.)
- Авъл Постумий Туберт, диктатор 431 пр.н.е.
- Марк Постумий Албин Региленсис, консулски военен трибун 426 пр.н.е.
- Марк Постумий Алб, консулски военен трибун 414 пр.н.е.
- Марк Постумий, консулски военен трибун 403 пр.н.е.
- Авъл Постумий Албин Региленсис, консулски военен трибун 397, цензор 366 пр.н.е.
- Луций Постумий Албин Региленсис, консулски военен трибун 389 и 381 пр.н.е.
- Авъл Постумий Албин Региленсис (трибун 381 пр.н.е.) консулски военен трибун 381 пр.н.е.
- Спурий Постумий Албин Региленсис, консулски военен трибун 394 пр.н.е.
- Авъл Постумий Албин Региленсис (трибун 381 пр.н.е.), консулски военен трибун 381 пр.н.е.
- Спурий Постумий Албин Кавдин, консул 334 и 321 пр.н.е.
- Луций Постумий Мегел (консул 305 пр.н.е.), консул 305, 294 и 291 пр.н.е.
- Луций Постумий Мегел (консул 262 пр.н.е.), консул 262 пр.н.е.
- Авъл Постумий Албин (консул 242 пр.н.е.)
  - Авъл Постумий Албин Луск, консул 180 пр.н.е.
    - Авъл Постумий Албин (консул 151 пр.н.е.)

  - Спурий Постумий Албин Павлул, консул 174 пр.н.е.
  - Луций Постумий Албин (консул 173 пр.н.е.)
  - Луций Постумий Албин (консул 234 пр.н.е.), консул 234, 229 и 215 пр.н.е.
- Луций Постумий Албин (консул 154 пр.н.е.)
- Спурий Постумий Албин (консул 186 пр.н.е.)
  - Луций Постумий Албин (консул 154 пр.н.е.)
- Спурий Постумий Албин Магнус, консул 148 пр.н.е.
  - Спурий Постумий Албин (консул 110 пр.н.е.)
  - Авъл Постумий Албин, пропретор 110 пр.н.е.
    - Авъл Постумий Албин (консул 99 пр.н.е.), осиновява Децим Брут
- Авъл Постумий Албин (претор 89 пр.н.е.)
- Тит Постумий, оратор
- Постумий, приятел на Цицерон
- Постумий, легат на Цезар
- Публий Постумий, приятел на Марк Клавдий Марцел (консул 51 пр.н.е.)
- Цейоний Постумий, баща на император Кар
- Квинт Постумий, римски сенатор
- Марк Постумий Фест, суфектконсул 160 г.
- Тит Флавий Постумий Квиет, консул 272 г.
- Тит Флавий Постумий Тициан, консул 301 г.
- Флавий Руфий Постумий Фест, консул 439 г.
  - Руфий Постумий Фест, консул 472 г.